# Robin Dunne
Robin Dunne kanadai színész, 1976. november 19-én született Torontóban. Legismertebb főszerepe az As If című film, további szerepei a Kegyetlen Játékok 2., Au Pair 2., Koponyák 2., Species 3., Amerikai Pszicho 2., valamint vendégszereplőként láthattuk a Dawson és a haverok és a Haláli hullák című tv-sorozatokban. Megjelent még a Csak barátok című filmben, illetve jelenleg is műsoron lévő sorozata a Sanctuary – Génrejtek.

## Filmjei
- Az ellenállás városa (2013–2014)
- Szuperütköztető (2013)
- Sanctuary – Génrejtek (2007–)
- Jack és Jill a világ ellen (2008)
- NCIS (2007)
- The Dark Room (2007)
- CSI: Miami helyszínelők (2006)
- Code Breakers (2005)
- Csak barátok (2005)
- A lény 3. (2004)
- Haláli hullák (2004)
- Egymásra utalva (2003)
- Hemingway és Callaghan (2003)
- Amerikai Pszicho 2. (2002)
- Koponyák 2. (2002)
- As If (2002)
- Roughing It (2002)
- Class Warfare (2001)
- Au Pair 2 – A tündérmese folytatódik (2001)
- Ékszer (2001)
- A Colder Kind of Death (2001)
- The Wandering Soul Murders' (2001)
- Titkos társaság (2001)
- Kegyetlen Játékok 2. (2000)
- Trapped in a Purple Haze (2000)
- Dawson és a haverok (1999–2000)
- Borderline Normal (2000)
- Teenage Space Vampires (1999)
- Mythic Warriors: Guardians of the Legend (1998)
- Little Man (1998)
- Strike! (1998)
- Robbanófejek (1998)
- The Fence (1998)
- The Mystery Files of Shelby Woo (1998)
- Y-akták - A lélek határai (1997)
- My Life as a Dog
- A Husband, a Wife and a Lover (1996)
- Ready or Not (1996)
- The Adventures of Sinbad (1996)
- Side Effects '(1994–1995)
- Love and Betrayal: The Mia Farrow Story (1995)
- Road to Avonlea (1995)
- Jungleground (1995)
- Brothers' Destiny (1995)
- Against Their Will: Women in Prison (1994)

## Díjak, jelölések
A Sanctuary – Génrejtek sci-fi sorozat Éjszakai felriadás című epizódjában nyújtott alakításáért 2010-ben Robin Dunne-t Constellation-díjra jelölték a Legjobb férfi színész 2009-es sci-fi televíziós sorozat epizódjában kategóriában, melynek eredménye 2010 júliusában derül ki. 2010-ben Leo-díjat nyert ugyanezen epizódban nyújtott alakításáért Legjobb férfi főszereplő drámai sorozatban kategóriában.